# Пруве
Пруве́ (фр. Prouvais) — коммуна во Франции, находится в регионе Пикардия. Департамент коммуны — Эна. Входит в состав кантона Гиньикур. Округ коммуны — Лан.
Код INSEE коммуны — 02626.

## Население
Население коммуны на 2010 год составляло 379 человек.
| 1962 | 1968 | 1975 | 1982 | 1990 | 1999 | 2010 |
| ---- | ---- | ---- | ---- | ---- | ---- | ---- |
| 265  | 248  | 245  | 274  | 438  | 391  | 379  |

## Экономика
В 2010 году среди 255 человек трудоспособного возраста (15—64 лет) 183 были экономически активными, 72 — неактивными (показатель активности — 71,8 %, в 1999 году было 69,0 %). Из 183 активных жителей работали 171 человек (93 мужчины и 78 женщин), безработных было 12 (4 мужчины и 8 женщин). Среди 72 неактивных 26 человек были учениками или студентами, 28 — пенсионерами, 18 были неактивными по другим причинам.